# Tetrastigma mindanaense
Tetrastigma mindanaense är en vinväxtart som beskrevs av Merrill. Tetrastigma mindanaense ingår i släktet Tetrastigma och familjen vinväxter. Inga underarter finns listade i Catalogue of Life.